# Tacoma Defiance
Tacoma Defiance, ehemals Seattle Sounders 2, ist ein Franchise der Profifußball-Liga MLS Next Pro aus Tukwila, Washington in der Metropolregion Seattle. Das Franchise befindet sich mehrheitlich im Eigentum der Seattle Sounders aus der Major League Soccer und dient als Farmteam.

## Geschichte
Nach der Auflösung der MLS Reserve Division und einer Kooperationsvereinbarung zwischen der United Soccer League und der Major League Soccer wurden am 14. Oktober 2014 die Seattle Sounders 2 als neues Franchise der United Soccer League ab der Saison 2015 angekündigt. Eigentümer des Franchises sind zu 80 Prozent die Seattle Sounders aus der Major League Soccer und zu 20 Prozent die Sounders Community Trust, eine Non-Profit-Organisation im Eigentum der Fans. Die Seattle Sounders 2 dienen den Seattle Sounders als Farmteam. Erster Cheftrainer der Franchise-Geschichte wurde Ezra Hendrickson, der zuvor Co-Trainer beim MLS-Team gewesen war.
Zur Saison 2019 wurde das Franchise in Tacoma Defiance umbenannt und erhielt ein neues Logo. Zur Saison 2022 wechselte das Team in die neugegründete MLS Next Pro.

## Stadion
In den Spielzeiten 2015, 2016 und 2017 spielte die Mannschaft im Starfire Sports in Tukwila, Washington. Zur Saison 2018 zog das Franchise in das Cheney Stadium nach Tacoma, Washington. Zur Saison 2024 kehrte man nach Tukwila zurück.

## Trainerhistorie
Seattle Sounders 2
- 2014–2017:  Ezra Hendrickson
- 2018:  John Hutchinson[7]

Tacoma Defiance
- Seit 2019:  Chris Little[8]

## Saisonbilanzen
| Saison             | Liga (Stufe)               | Western Conference | Play-offs                | Lamar Hunt U.S. Open Cup |
| ------------------ | -------------------------- | ------------------ | ------------------------ | ------------------------ |
| Seattle Sounders 2 |                            |                    |                          |                          |
| 2015               | United Soccer League (III) | 06/12              | Conference Viertelfinale | 4. Runde                 |
| 2016               | United Soccer League (III) | 12/15              | nicht qualifiziert       | nicht teilgenommen       |
| 2017               | United Soccer League (II)  | 12/15              | nicht qualifiziert       | nicht teilgenommen       |
| 2018               | United Soccer League (II)  | 16/17              | nicht qualifiziert       | nicht teilgenommen       |
| Tacoma Defiance    |                            |                    |                          |                          |
| 2019               | USL Championship (II)      | 17/18              | nicht qualifiziert       | nicht teilgenommen       |